# Indywidualne Mistrzostwa Szwecji na Żużlu 1956
Indywidualne Mistrzostwa Szwecji na Żużlu 1956 – cykl turniejów żużlowych, mających wyłonić najlepszych żużlowców szwedzkich. Tytuł wywalczył Ove Fundin (Filbyterna Linköping). 

## Finał
- Göteborg, 5 października 1956

| Msc. | Zawodnik            | Klub                 | Pkt   |  |  |
| ---- | ------------------- | -------------------- | ----- |  |  |
| 1    | Ove Fundin          | Filbyterna Linköping | 14    |  |  |
| 2    | Lars Pettersson     | Indianerna Kumla     | 12    |  |  |
| 3    | Per Olof Söderman   | Filbyterna Linköping | 11 +3 |  |  |
| 4    | Olle Nygren         | Monarkerna Sztokholm | 11 +2 |  |  |
| 5    | Stig Pramberg       | Filbyterna Linköping | 10    |  |  |
| 6    | Per Tage Svensson   | Filbyterna Linköping | 10    |  |  |
| 7    | Rune Sörmander      | Dackarna Målilla     | 9     |  |  |
| 8    | Ulf Ericsson        | Monarkerna Sztokholm | 9     |  |  |
| 9    | Birger Forsberg     | Monarkerna Sztokholm | 8     |  |  |
| 10   | Olle Segerström     | Kaparna Göteborg     | 8     |  |  |
| 11   | Olle Andersson      | Indianerna Kumla     | 6     |  |  |
| 12   | Dan Forsberg        | Filbyterna Linköping | 5     |  |  |
| 13   | Thorvald Karlsson   | Dackarna Målilla     | 3     |  |  |
| 14   | Thorsten Carlsson   | Dackarna Målilla     | 2     |  |  |
| 15   | Joel Jansson        | Indianerna Kumla     | 1     |  |  |
| 16   | Rune Claesson       | Kaparna Göteborg     | 0     |  |  |
|      | rez. Arne Carlsson  | Kaparna Göteborg     | 1     |  |  |
|      | rez. Olle Andersson | Monarkerna Sztokholm | 0     |  |  |